# Байрамбеков, Арсен Салаватович
Арсен Салаватович Байрамбеков (род. 30 августа 1978, Махачкала, Дагестанская АССР, РСФСР, СССР) — российский серийный убийца, совершивший серию из 4 убийств в 2014 году на территории Свердловской области по религиозным мотивам. Кроме этого, Байрамбеков совершил 2 заказных убийства. Несмотря на тяжесть совершённых им деяний, Байрамбеков избежал уголовного наказания в виде пожизненного лишения свободы и в 2017 году был приговорён к 13 годам и 2 месяцам лишения свободы.

## Биография

### Детство и юность
О ранних годах жизни Байрамбекова известно крайне мало. Родился в 1978 году в Махачкале. С 6 лет занимался спортом, посещал секцию по тайскому боксу, где достиг выдающихся результатов, и в конечном итоге получил звание мастера спорта. По версии следствия, в начале 1990-х Арсен бросил школу в связи с боевыми действия на территории Чечни и в приграничных регионах Северного Кавказа, но впоследствии приобрел поддельный аттестат об окончании школы и поддельный диплом о получении высшего образования. По словам Святослава Иванова, следователя по особо важным делам 4-го управления ГСУ Следственного комитета России (СКР) с дислокацией в Екатеринбурге, во время ареста Байрамбекова в 2015 году у него были обнаружены документы, свидетельствующие об окончании школы и получении высшего образования, однако в ходе расследования никаких сведений о его учебе обнаружить не удалось. В 1999 году Байрамбеков устроился на работу в патрульно-постовую службу при городском УВД. В том же году он принимал участие в контртеррористической операции в Кадарской зоне Дагестана. В 2000 году Байрамбеков уволился из ППС и переехал в Екатеринбург. Официально он нигде не работал и зарабатывал на жизнь случайными заработками. Сам Байрамбеков впоследствии утверждал, что на протяжении 2000-х годов занимался спортивной карьерой, работал тренером по тайскому боксу в Екатеринбурге, был чемпионом Дагестана по тайскому боксу, призером чемпионата России, а также неоднократно выигрывал чемпионат Свердловской области по тайскому боксу, однако никаких доказательств этому найдено не было, хотя фотография Байрамбекова в середине 2000-х была выставлена на сайте Российской лиги муай-тай (тайский бокс).

### Заказные убийства (2003, 2010)
В 2003 году Байрамбеков начал криминальную деятельность на территории Екатеринбурга, став членом организованной преступной группировки местного криминального авторитета Руслана Алиева. В том же году один из местных бизнесменов, занимавшийся автоперевозками, заказал Байрамбекову убийство конкурента. Байрамбеков одолжил у знакомого «Автомат Калашникова» и застрелил жертву возле входа в один из торговых центров Екатеринбурга, получив за это материальное вознаграждение в размере 1500 долларов.
В 2005 году Байрамбеков был арестован по обвинению в незаконном обороте оружия. Исходя из материалов уголовного дела, Байрамбеков пытался продать два автомата Калашникова. Он был осужден и получил в качестве уголовного наказания 4 года лишения свободы. Получив условно-досрочное освобождение, Арсен вышел на свободу в 2007 году.
17 ноября 2010 года Байрамбеков совершил еще одно заказное убийство. Его нанял местный предприниматель, торговавший продовольствием на овощной базе № 4 Екатеринбурга, который заплатил ему 40 000 рублей за устранение конкурента Шухрата Хамракулова. Байрамбеков застрелил жертву возле подъезда его дома с помощью пистолета Макарова, после чего успешно скрылся и избавился от орудия преступления. Посредником в заказном убийстве являлся Руслан Алиев.

### Увлечение оккультизмом
В этот период Байрамбеков увлекся оккультизмом, в частности неоязычеством, после чего практиковал обряды, обязательным условием которых были жертвоприношения. В целях совершенствования он прочитал много книг по данной тематике и различные публикации в сети Интернет. В 2013 году Арсен познакомился в одной из социальных сетей с человеком, который стал его духовным наставником в деле совершения жертвоприношений. В этот период Байрамбеков проживал в частном доме на территории поселка Камышево, который он арендовал у пожилой женщины, живущей в Екатеринбурге. С целью жертвоприношений Байрамбеков во дворе дома выложил из камней своеобразный алтарь, где приносил в жертву кур, коз, баранов, а также алкогольные напитки и свою кровь, прокалывая иглой палец. Также в этот период Байрамбеков занялся предпринимательской деятельностью. На территории Екатеринбурга он открыл магический центр, где занимался дистанционным лечением с помощью рэйки (один из видов целительства восточного происхождения) и гаданием на рунах, помогая людям выйти из трудных жизненных ситуаций, находя клиентов по объявлению, однако на этом поприще он успехов не достиг. В 2014 году Арсен познакомился с жительницей Екатеринбурга — 43-летней Татьяной Соловьевой, которая тоже увлекалась оккультизмом. В ходе многочисленных бесед Байрамбеков обнаружил, что Соловьева разделяла его философию, после чего Байрамбеков и Соловьева решились на совершение убийств.

### Ритуальные убийства (2014)
В течение нескольких месяцев 2014 года Арсен Байрамбеков при участии Соловьевой совершил 4 убийства в районе пригорода Екатеринбурга под названием Верхняя Пышма. Во всех своих преступлениях, Байрамбеков продемонстрировал выраженный ему образ действия. В качестве жертв Арсен выбирал бездомных или лиц, ведущих маргинальный образ жизни, представители которых подвержены большой виктимности, которых он заманивал в свой автомобиль марки «Volkswagen Polo». Все убийства Арсен совершал недалеко от Ганиной Ямы, неподалеку от предполагаемого места уничтожения останков тел российского императора Николая II, членов его семьи и четырех их слуг, так как по его мнению в Ганиной Яме еще до становления Руси проводились языческие обряды, вследствие чего эта местность была наполнена сильной энергетикой. При совершении убийств он соблюдал каноны обряда жертвоприношения, а именно: убийство совершалось им в ночное время, в лесном массиве, при разведенном костре, в выложенном из камней круге и сопровождалось чтением молитв.
Первой жертвой Байрамбекова стал 20-летний житель Екатеринбурга, который проживал в социально неблагополучной семье и зарабатывал на жизнь мытьем стекол автомобилей. Байрамбеков и Соловьева заманили молодого человека в машину, предложив покататься по городу. По дороге компания заехала в магазин, где Соловьева приобрела продукты и водку. После этого Соловьева сменила на водительском кресле Байрамбекова, а он пересел на заднее сиденье автомобиля рядом с юношей. По дороге в лес прямо в машине Байрамбеков вынудил жертву принимать водку, которую сам не употреблял. По приезде в лес физически крепкий Байрамбеков совершил на юношу нападение, в ходе которого связал ему руки и ноги, а в рот вставил кляп. После этого Байрамбеков отнес парня к импровизированному алтарю, где в ходе ритуала перерезал связанному парню горло. Прочитав молитвы, Арсен Байрамбеков снял с убитого одежду и опустил тело в заранее вырытую рядом яму. Закопав могилу, Байрамбеков вместе с Соловьевой сожгли в костре одежду жертвы, после чего уехали.
Следующее убийство Байрамбеков совершил через несколько дней, заманив в свой автомобиль одного из друзей ранее убитого им молодого парня — 23-летнего Дениса Мусина, который также промышлял мытьем окон автомобилей. Действуя по той же схеме, Байрамбеков и Соловьева отвезли его в лес, где связали и зарезали в ходе ритуального убийства на том же самом месте, где был оборудован ими импровизированный алтарь.
Третью жертву Байрамбеков нашел на обочине дороги на одной из улиц Екатеринбурга. Ею оказался 36-летний мужчина, который проживал с матерью, вел маргинальный образ жизни и перебивался случайными заработками. Байрамбеков после знакомства с жертвой съездил за Татьяной Соловьевой, которая помогла Арсену погрузить пьяного мужчину в машину, после чего они увезли его в лес, где Байрамбеков связал его и зарезал в ходе ритуального убийства.
Четвертой и последней жертвой стал житель Екатеринбурга, который находился на остановке общественного транспорта. Байрамбеков предложил мужчине его подвезти, а в ходе разговора предложил попутчику выпить, на что он ответил согласием. Во время поездки Байрамбеков заехал за Татьяной Соловьевой, которая одобрила выбор мужчины в качестве жертвы, после чего троица поехала к месту обряда, где Байрамбеков совершил очередное ритуальное убийство.

### Арест
После совершения убийств двух первых жертв правоохранительные органы Екатеринбурга возбудили уголовное дело по факту исчезновения молодых парней, которые состояли в знакомстве, и начали расследование. Расследованием дела занималась самая закрытая силовая структура региона — четвертое следственное управление СКР с дислокацией в Екатеринбурге. В ходе оперативных мероприятий следствие получило информацию о Татьяне Соловьевой, которая заявила одному из своих знакомых, что парни были убиты в лесу за пределами Екатеринбурга. После этого Соловьева была задержана и в ходе допроса, будучи под давлением следствия, призналась в соучастии и дала признательные показания против Арсена Байрамбекова, на основании чего он был арестован 1 августа 2015 года. Байрамбеков при содействии своих адвокатов предложил прокуратуре заключить соглашение о признании вины в обмен на снисхождение суда, которое было достигнуто, после чего 3 августа он во всем сознался, дал признательные показания по каждому эпизоду и в течение осенних месяцев под конвоем принимал участие в следственных экспериментах, в ходе которых показал сотрудникам правоохранительных органов места захоронения трупов и совершения убийств.
На допросах Байрамбеков объяснил мотивы совершения убийств, однако не смог объяснить причины, которые побудили его заняться изучением оккультизма. После его ареста ряд СМИ утверждали, что Байрамбеков после совершения убийств выкапывал трупы через определенное время и совершал над ними некие ритуалы, пытаясь их оживить и превратить их в зомби, однако сам он это опроверг.

Святослав Иванов, следователь по особо важным делам 4-го управления ГСУ Следственного комитета России (СКР) с дислокацией в Екатеринбурге, впоследствии вспоминал:
Непонятно, как он к этому пришел. Сам говорит, что решил в жизни что-то поменять, стало ему интересно. А совершая ритуалы, хотел как-то оправдать свои действия. Философия Байрамбекова заключалась в следующем. Если человек был полезен при жизни, то после смерти бог забирал его в свою свиту. Если человек был никому не интересен, то он просто исчезает после смерти. Таким образом, человек, выбирая путь энергетического развития, принося требы, приближается к богам. Соответственно, энергетический уровень после каждой жертвы повышался, к чему и стремился язычник. В идеологии, которую разделял Байрамбеков, убийство человека считается «шестой жертвой» — самой высокой требой. Первая жертва, например, — хлеб. Он думал, что чем больше "шестых жертв", тем лучше это для энергетического уровня, тем ближе к богам, поэтому через несколько дней язычники вернулись на знакомый перекресток за вторым молодым человеком. Конечно, ни о какой армии зомби речи не шло. «Ну как можно их оживить? Он приносил жертву богам, полагая, что таким образом сможет улучшить свое благосостояние, разбогатеть.

Из протокола допроса обвиняемого:
Славянским языческим богам не нужны поклонение и молитвы. Здесь своеобразные товарно-денежные отношения: человек может попросить для себя у бога определенные блага и за это дать что-то богу. Обращаясь к богу, необходимо давать требу — подношение. Чем сложнее запрос, тем больше треба. При общении боги сами говорят, что им надо в качестве требы. Светлым богам нужно подносить в качестве жертвы продукты питания, темным богам нужна более мощная жертва в энергетическом плане. Темным богам можно принести кровавую жертву, сырое мясо или крепкий алкоголь.

### Суд
После ареста Арсен Байрамбеков был помещен в следственный изолятор при исправительной колонии в Нижнем Тагиле для бывших сотрудников правоохранительных органов. По ходатайству его адвокатов в начале 2016 года была проведена судебно-медицинская экспертиза, по результатам которой он был признан вменяемым, после чего его уголовное дело было направлено в Верхнепышминский городской суд Свердловской области.
10 марта 2017 года Арсен Байрамбеков был признан виновным в совершении 6 убийств и получил в качестве уголовного наказания 13 лет и 2 месяца лишения свободы на основании соглашения о признании вины. Приговор Байрамбеков выслушал молча и никак не отреагировал на вопросы журналистов. Столь мягкое уголовное наказание вызвало общественный резонанс. Однако прокуратура Свердловской области и пресс-служба Верхнепышминского городского суда заявили, что с точки зрения закона в уголовном деле Байрамбекова никаких нарушений не произошло.

Адвокат фирмы «BMS Law Firm» Татьяна Пашкевич заявила:
Дав признательные показания и заключив досудебное соглашение, Байрамбеков уже не мог быть приговорен к пожизненному лишению свободы, и судом назначено максимально возможное наказание — тринадцать лет и два месяца, то есть две трети от двадцати лет.

Член СПЧ и Общественной палаты России, адвокат Анатолий Кучерена также выступил в защиту прокуратуры Свердловской области, заявив следующее:
Поступить иначе в рамках существующего закона судьи и не могли. После каждого такого нелицеприятного, тяжелого случая мы стремимся ужесточать законодательство, но нужно все-таки исходить из другого. В данном случае главная задача правоохранительных органов в том, чтобы раскрыть преступление. Должен торжествовать принцип неотвратимости наказания. Если бы Байрамбеков не признался и не подписал досудебное соглашение, то неизвестно, удалось бы распутать это дело или нет. При этом, конечно, любой здравомыслящий человек скажет: "Да как же так — убил шесть человек, а получил тринадцать лет". Эту позицию можно понять и разделить, но закон есть закон. И мне бы не хотелось, чтобы наша страна шла по пути американской "демократии" с ее эшафотами.
Сообщница Байрамбекова Татьяна Соловьева после возбуждения уголовного была помещена под домашний арест, однако после оглашения приговора Арсену Байрамбекову скрылась от следствия и была объявлена в розыск. В декабре 2017 года сотрудники правоохранительных органов задержали ее в аэропорту при попытке пересечь государственную границу. В марте 2018 года Верхнепышминский городской суд Свердловской области приговорил ее к 12 годам лишения свободы, признав ее виновной в пособничестве в убийстве четырех мужчин.